# Kodex Speciálník

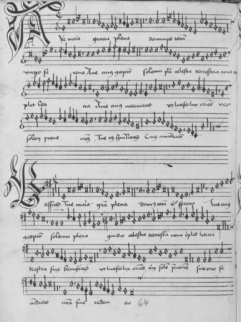
Kodex Speciálník str. 64 - začátek moteta Ave Maria Josquina Desprez

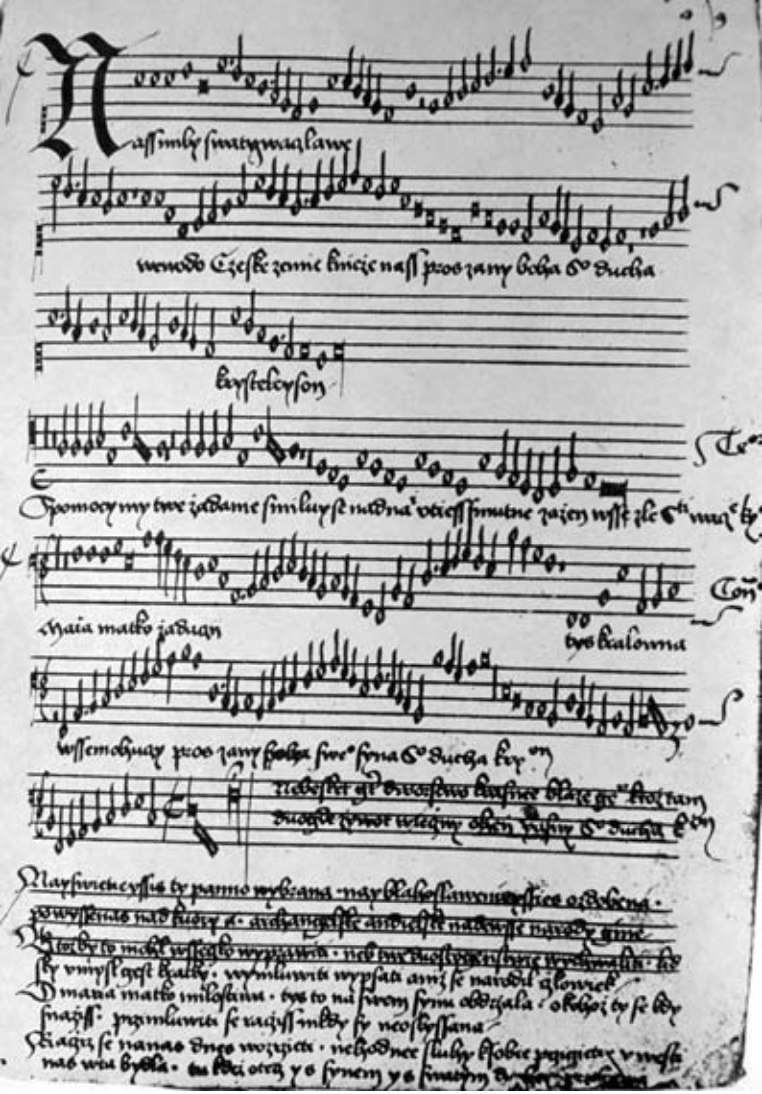
Motet Náš milý svatý Václave

Kodex Speciálník, též Speciálník královéhradecký je klíčový český rukopisný pramen raně renesanční polyfonie z konce 15. století. Obsahuje tvorbu českých i evropských autorů.

## Popis
Rukopis byl náhodně objeven roku 1901 v pražském antikvariátu muzikologem Dobroslavem Orlem, dnes je rukopis uložen pod signaturou II A 7 v Muzeu Východních Čech v Hradci Králové.
Pojem Speciálník je dobový a označuje jistý speciální druh repertoáru, který nelze zařadit pod více vyhraněné pojmy jako např. graduál nebo antifonář.
Obsahuje na 609 stránkách celkem 227 vícehlasých skladeb (hlavně motet, duchovních písní a částí mešního ordinária) a později v 16. století dopsaných jednohlasých hymnů. Vícehlas je notován černou a bílou menzurální notací na pěti linkách, jednohlas pak rhombickou chorální notací na čtyřech linkách. Kromě domácích, většinou anonymních autorů přináší i četné importované skladby od autorů zahraničních (Agricola, Bedyngham, Flemmik, Frye, Isaac, Josquin, Lannoy, Morton, Obrecht, Pullois, Touront, Weerbeke, Petrus Wilhelmi a další).
Z českých autorů je znám jménem pouze Tomek. V minulosti často citovaný autor Gontrášek vznikl chybnou interpretací poněkud familiárního pojmenování jednoho z hlasů (kontratenoru) jako contrassek (str. 71). Stylově není rukopis vyhraněn. Kromě v Čechách velmi oblíbené archaické polyfonie období ars antiqua a ars nova obsahuje i soudobý polyfonní styl nizozemského typu. Chybějící část Agnus a krácení Creda v mešních cyklech ukazují, že se jedná o pramen nekatolický – utrakvistický. Všeobecně se soudí, že Speciálník vznikl pro potřeby některého pražského literátského bratrstva, i když se nejedná o typický literátský kancionál. Poslední výzkumy ho datují do osmdesátých let 15. století. Pod vedením doc. Jaromíra Černého (zemřel 2012) se připravovalo vydání kritické edice.

## Notované edice
- Černý, Jaromír ed.: Moteti medii aevi (vícetextová moteta 14. a 15. století), Bärenreiter H 7443
- Černý, Jaromír ed.: Vícehlasá moteta 14. a 15. století, Supraphon ISBN 80-7058-012-7
- Vanišová, Dagmar ed.: Codex Speciálník, 3-5 hlasé písně ze „Speciálníku královéhradeckého“, Bärenreiter H 7571
- Vanišová, Dagmar ed.: Kodex Speciálník ca 1500, Písně, Supraphon ISBN 80-7058-182-4
- Černý, Jaromír a další: Historická antologie hudby v českých zemích (do cca 1530), Praha 2005 ISBN 80-86791-11-4

## Nahrávky
- The Hilliard Ensemble: Codex Speciálník (ECM New Series 1504[nedostupný zdroj], 1993)